# Склянковий живильник

Склянковий живильник — живильник реагентний для дозування рідин.
Конструктивно являє собою диск 3, що обертається навколо горизонтальної осі; на поверхні диску шарнірно кріпляться склянки 2. (рис.)
При обертанні диска склянки занурюються у бачок 1 з реагентом, а потім за допомогою перекидного стержня 4 почергово зливають реагент у приймальну лійку 5, звідки реагент надходить у процес. Кут нахилу склянки і доза реагенту регулюється зміною положення перекидного стержня. При необхідності подачі реагенту у декілька точок у одному бачку на одному валу паралельно встановлюють декілька дисків.